# 5107-es mellékút (Magyarország)
Az 5107-es mellékút egy közel 20 kilométer hosszú, négy számjegyű mellékút Bács-Kiskun vármegye és Baranya vármegye határvidékén; Nagybaracska és a mohácsi kompátkelő között húzódik, szinte teljes hosszában a Mohácsi-sziget területén.

## Nyomvonala
Nagybaracska központjában ágazik ki az 51-es főútból, annak a 176+950-es kilométerszelvényénél, középtengelyes deltacsomópontból, amelynek két oldalsó, egyirányú ága külön számozódik, öt számjegyű mellékútként (51 701, 51 702). Nyugat-délnyugati irányban indul Dózsa György utca néven, egy szakaszon a Szabadság tér nevet viseli, majd egy kisebb irányváltást követően a Tulbanov utca nevet veszi fel és déli, sőt egy szakaszon délkeleti irányba fordul. Az első kilométerét elhagyva kilép a község házai közül, maga mögött hagyva a település gyógyfürdőjét is, majd a Baracskai-Duna (Ferenc-csatorna) folyását átszelve a Mohácsi-sziget területére lép.
2,6 kilométer után egészen megközelíti Dávod határszélét, de még mielőtt elérné azt, nyugatnak fordul. Az ötödik kilométerénél egy rövid szakaszon mégis dávodi területre lép, 5,5 kilométer után viszont eléri a megyehatárt. Bő másfél kilométeren keresztül kíséri Bács-Kiskun vármegye és Baranya vármegye határvonalát, de 7,2 kilométer után már teljesen ez utóbbi, illetve azon belül is Mohács területén folytatódik, ott teljesen nyugati irányt követve.
7,8 kilométer megtétele után, egy kisebb külterületi lakott hely mellett elhaladva kiágazik belőle az 51 145-ös mellékút északnak, Dunafalva központja irányába. Bő egy kilométerrel arrébb kissé délebbi irányba fordul, így éri el a 11. kilométere közelében Sárhát településrészt. A 14. és 16. kilométerei között a Riha-tó nevet viselő Duna-holtág északi partján húzódik, közben elhalad Élesd külterületi településrész déli széle mellett is.
16,1 kilométer megtételét követően egy kis szakaszon érinti Homorúd határszélét is, ugyanott beletorkollik délkelet felől az 5151-es út, amely Hercegszántótól vezet idáig. 17,6 kilométer után Papkert, majd szűk egy kilométerrel arrébb Újmohács városrész mellett halad el, a Szegedi út nevet viselve; 19,3 kilométer után kiágazik belőle észak-északnyugati irányban az 51 151-es számú mellékút, Felsőkanda felé, és nem sokkal ezután véget is ér, a Mohács központjába vezető komp felhajtójánál. Folytatása a Duna túlsó, jobb partján az 51 377-es számú mellékút, amely szintén csak a kompkikötőt szolgálja ki, a városon belül az 5117-es úthoz csatlakozik.
Teljes hossza, az országos közutak térképes nyilvántartását szolgáló kira.gov.hu adatbázisa szerint 19,770 kilométer.

## Települések az út mentén
- Nagybaracska
- (Dávod)
- (Homorúd)
- Mohács